# Wu Xue
Wu Xue (22 de março de 1980) é uma mesa-tenista chinesa naturalizada dominicana, três vezes campeã latino-americana individual.